# Tsan

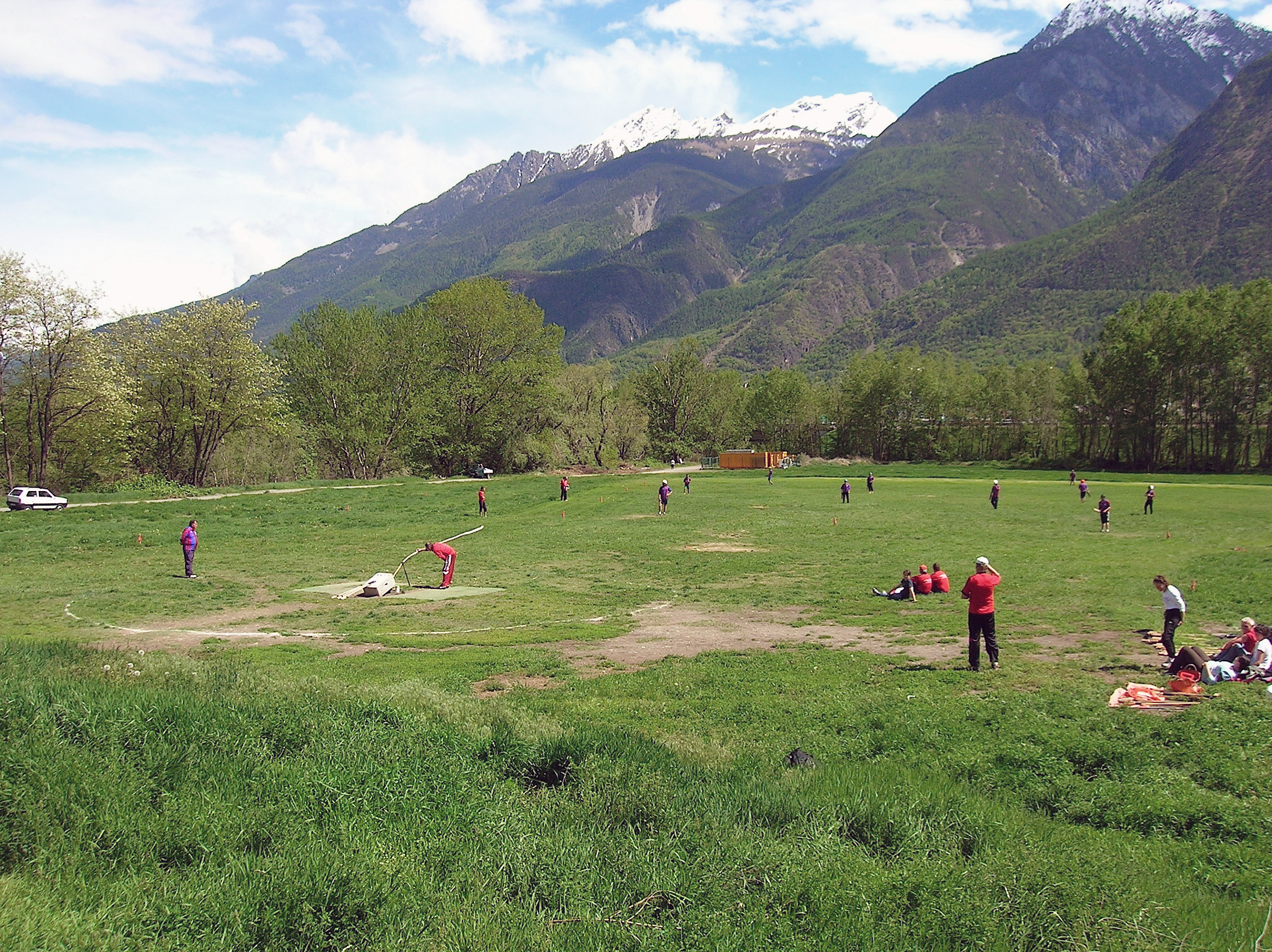
La prima fase dello tsan in una partita del campionato primaverile, a Plantayes (Nus): un giocatore posiziona lo tsan sulla pertze per la tsatchà; gli altri giocatori, con i loro boquet in mano per intercettare il colpo, attendono che il battitore colpisca lo tsan con il suo baquet.

Lo tsan (variante ortografica, tzan) è un antico e popolare sport di squadra valdostano che ricorda vagamente il baseball e l'oina romena.
Fa parte degli sport tradizionali valdostani, insieme al palet, alla rebatta e al fiolet, e come tale viene tutelato dalla Fédérachon Esport de Nohtra Téra. L'Associachon Valdotena Tsan dal 1949 si occupa dell'organizzazione dei campionati dopo tanti anni di spontaneismo.
Questo sport è tradizionalmente diffuso nei comuni della media Valle d’Aosta, tra Montjovet e Aosta, in Val d'Ayas e in Valtournenche, attualmente le sezioni attive sono quindici.

## Origini del nome
Il termine tsan indica, in patois valdostano un campo, in quanto questo sport è praticato storicamente nei campi e negli alpeggi.

## Citazione
(Live Henriod, 1953.)

## Materiali e campo da gioco
Tutti i materiali di gioco sono in legno e vengono fabbricati dagli stessi giocatori delle squadre in piccoli laboratori di falegnameria. L'oggetto principale intorno al quale ruota tutto il gioco è una pallina di legno di bosso del diametro di 3,9 cm, denominata al maschile "tsan", che può essere verniciata di bianco o di nero a seconda della fase di gioco. In ogni partita viene posizionata una pertica ("pertse") tagliata di recente. La pertse ha una lunghezza di 5 m e viene infissa al suolo dalla punta e sorretta da un cavalletto di metallo, mentre l'altra estremità è sospesa ad un'altezza compresa tra 160 e 180 cm. Gli altri attrezzi di gioco sono il "baquet", una mazza di circa 135 cm composta da un manico alla cui estremità è incollata una parte in legno pressato; il "boquet", un'asticella di circa 40 x 10 cm utilizzata nella fase di difesa dai giocatori schierati in campo; la "piota", una paletta in legno pressato con un manico utilizzata per controllare e scagliare lo tsan il più lontano possibile nella fase del gioco denominata “paletou”.

Il campo da gioco dello tsan ha una forma trapezoidale, lungo almeno 135 metri e senza limite di fondo. Il punto in cui è infissa la pertse costituisce il centro del cerchio di battuta, con un raggio di 7,5 metri, verso cui convergono i lati del trapezio. La linea frontale del trapezio, lunga 30 metri, è posta a 32 metri dalla pertse, mentre il cerchio per il servizio di 1 metro di raggio è a 20 metri dalla pertse. I limiti laterali sono segnati da bandierine, mentre una seconda fila di delimitazioni è posta 15 metri oltre l’area di gioco e serve per la fase della paletou.

Boket di epoche diverse a confronto: a sinistra un boket moderno (38x10x3,5 cm), al centro un boket degli anni venti-trenta (32x9x5 cm), a destra un boket dei primi del Novecento (29,5x9,5x4 cm)
Due piote a confronto: a sinistra una piota lunga 56 cm x 12 cm nel punto di massima larghezza; a destra una piota lunga 63 cm x 14 cm nel punto di massima larghezza.
Giocatrici di tsan nel 1949 (Foto B.R.E.L., fondo Bérard).
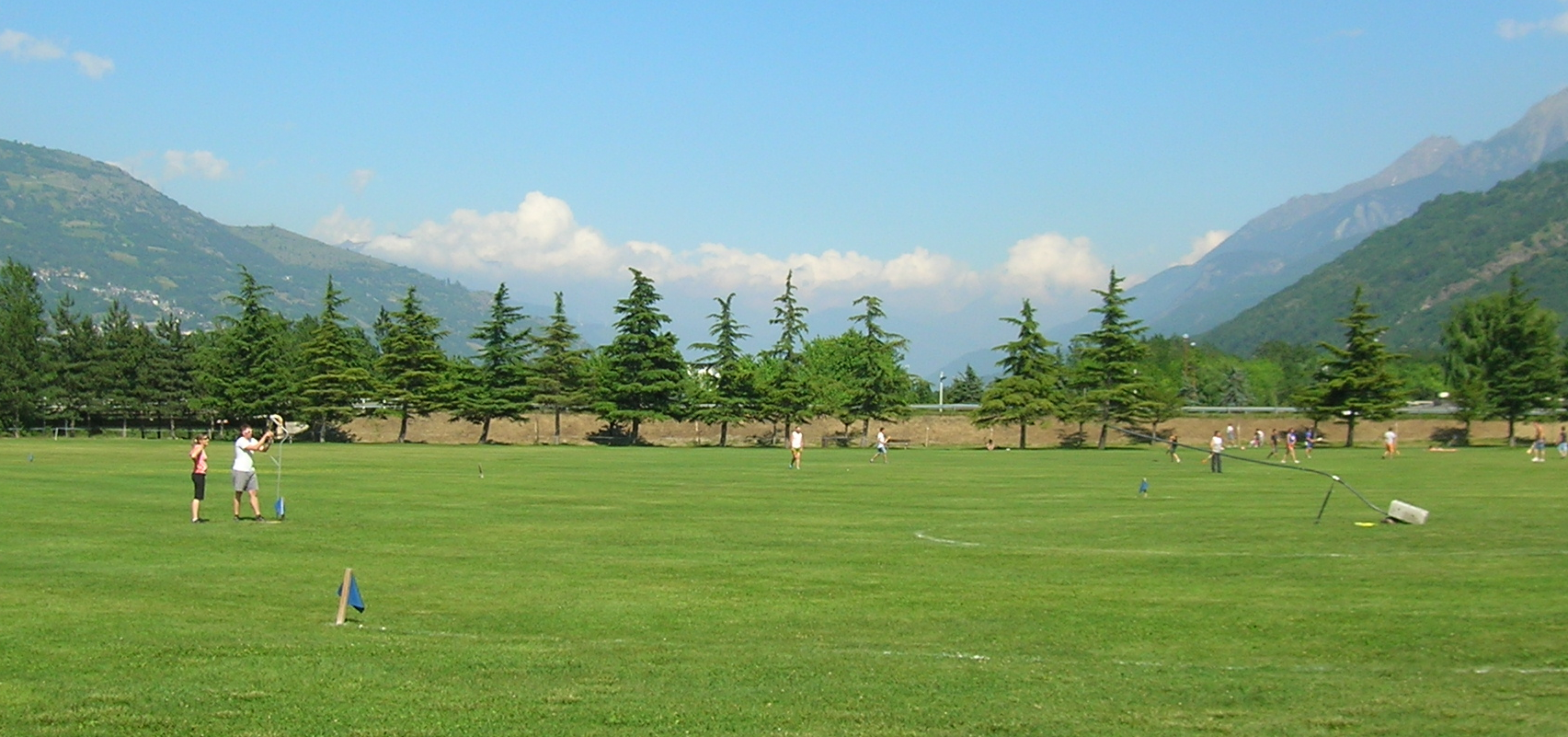
Nella terza fase dello tsan, la servià, il giocatore posto nel serclo de servià lancia lo tsan con una fionda verso il serclo de paletà, cercando di compiere una parabola alta. (Giornata di avvicinamento allo sport nell'Area verde Grand-Place di Pollein)
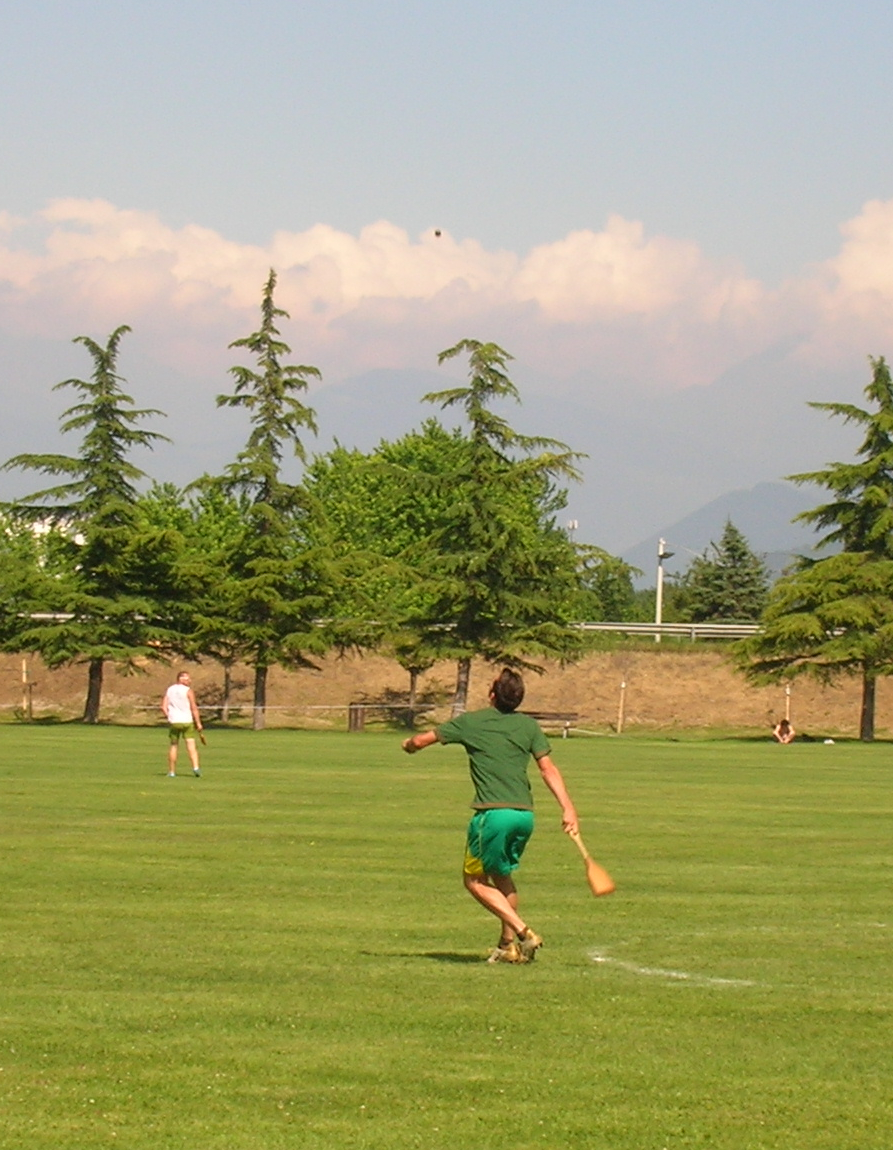
Nella terza fase dello tsan, la servià, il giocatore posto nel serclo de paletà cerca di intercettare la paletà con la piota, per rilanciare lo tsan più lontano possibile e trasformare le sue boune in metri. (Giornata di avvicinamento allo sport nell'Area verde Grand-Place di Pollein).

## Descrizione
Lo tsan è un sport di squadra in cui due formazioni composte da 12 giocatori si avvicendano in una fase di attacco e una di difesa. Nella prima parte del gioco, detta "tsachà" (battuta), il giocatore della squadra in attacco deve colpire lo tsan posato sulla pertse con il baquet per indirizzarlo verso il campo da gioco, dove sono disposti i giocatori avversari in difesa. La tsachà è considerata valida, cioè "bouna", quando lo tsan tocca terra nel trapezio di gioco senza che questo sia intercettato al volo dal boquet dei giocatori avversari. L’intercettazione è segnalata dal rumore secco che fa la pallina quando incontra il boquet di legno, anche lanciato al volo. In questo caso viene denominato "morto" e il battitore viene eliminato e sostituito da un altro giocatore; la stessa cosa accade se il lanciatore fa cadere lo tsan fuori dal campo di gara per tre volte di seguito. Quando tutti i giocatori di una squadra si sono succeduti alla tsachà, si passa alla seconda fase, detta “servia” o servizio.
Ognuno dei giocatori ha a questo punto diritto a un numero di lanci pari alle buone realizzate nella fase precedente. L'addetto al servizio, specializzato in questo ruolo, effettua un lancio in verticale (servìa) indirizzato verso il cerchio di 7,5 m di raggio disegnato intorno alla pertse, imprimendo traiettorie ed effetti con l'obiettivo di renderne difficile il controllo. I giocatori in attacco, con la piota, hanno a disposizione tre tocchi per controllare lo tsan e scagliarlo il più lontano possibnile verso il campo. La distanza misurata tra il piede della pertse e il punto in cui si ferma lo tsan si trasforma in punteggio: un punto ogni metro. Quando tutti i lanciatori hanno effettuato la serie di lanci a cui hanno diritto, le squadre si scambiano i ruoli.
Una partita prevede che entrambe le squadre si cimentino due volte nel lancio e due nella difesa e dura circa dalle 3 ore e mezza alle 5 ore. Vince la squadra che totalizza più metri grazie ai lanci a cui ha diritto. Se lo scarto tra i punteggi è inferiore a 40 metri, il risultato del confronto è considerato pari.

## Storia
L’origine di questo sport risale a epoche molto remote per cui non è possibile stabilire con esattezza quando e dove sia nato. Il termine “tsan” deriva dal latino «campus» ed è presumibile che i primi a praticarlo siano stati i pastori durante le lunghe ore in cui sostavano nei prati ad accudire il bestiame. Secondo lo studioso di sport popolari, nonché ex-presidente della Fédérachòn Esports de Nohtra Téra, Pierre Daudry gli sport popolari alpini hanno origini comuni nei riti agro-pastorali: la somiglianza tra i nomi di alcuni di questi sport popolari giocati tra il Vallese e la Valle d'Aosta (ara, tsara, tscharrata, tsan), insieme alle caratteristiche di gioco, agli strumenti, alla periodicità e ai rituali comuni (sia allo tsan che all'hurnuss per esempio), ne sarebbero un indizio.
Lo tsan era un gioco strettamente legato ai ritmi della campagna e delle attività agricole. Infatti, in passato si giocava fino a quando non giungeva il momento di salire ai pascoli alpini, allora il boquet veniva riposto nel cassettone e lì rimaneva per tutto il resto dell’anno. Torrione cita una consuetudine che sarebbe già stata in uso nel 1600 in Val d’Ayas, secondo la quale, per evitare di calpestare i prati durante la crescita del fieno, il gioco dello tsan era permesso fino a quando l’altezza dell’erba non superasse quella del boquet.  La più antica testimonianza tangibile della pratica di questo sport risale al 1781, data incisa a fuoco insieme a delle iniziali, su un “boquet” ottagonale in legno rinvenuto a Saint-Vincent durante la ristrutturazione di una casa. È dunque logico pensare che già molto tempo prima il gioco fosse in voga fra i montanari valdostani. 
La prima cronaca scritta di una partita di tsan risale al 13 aprile del 1894 con la pubblicazione sul settimanale «Le Mont Blanc» di una cronaca della partita tra Nus e Chatillon citando il famoso gioco del "Baculot" ("Chamt"). Altre partite si susseguirono negli anni e nei decenni successivi le cui cronache, oltre che sul già citato “Le Mont Blanc”, apparsero su altri periodici quali “Le Duché d’Aoste” e “La Doire”. Tali incontri, con le rispettive rivincite, hanno coinvolto le rappresentative di diversi paesi che in maniera formale si mettevano d’accordo su dove disputare gli incontri e secondo quali regole. I comuni di cui abbiamo testimonianza sono Valtournenche, Chatillon, Nus, Brissogne, Quart, Saint-Vincent e Chambave. 
Nell’anno 1920, esattamente il 16 maggio, gli amanti dello Tsan di Chatillon si sono riuniti in un salone dell’Albergo “Trois Rois” per costituire ufficialmente la società, chiamata “Société du Tsan de Chatillon”, con un proprio statuto, composto da 21 articoli e di un regolamento, composto da 28 articoli.
Appena un anno dopo la fine della Seconda Guerra Mondiale, il 19 marzo 1946 prese il via la “Coppa Tzan”, una prima versione di campionato, triennale, non consecutivo, a cui partecipano 32 squadre. Quando nel secondo dopoguerra è stata istituita l’Associazione Tsan Regionale lo Tsan era ampiamente diffuso. I primi anni dopo la Seconda Guerra Mondiale sono ricordati come anni ruggenti, nei quali a cura di una apposita commissione furono organizzati dei veri e propri campionati in cui dominavano i colori di Saint-Marcel e Brissogne. Nel 1949, il Consiglio Sociale ha varato un campionato diviso in tre serie, con il metodo dei gironi all’italiana. Questa nuova suddivisione ha fatto sì che il numnero delle squadre, in pochi anni, si sia moltiplicato. 
Fin dai primi anni è stata istituita una classe arbitrale dipendente direttamente dall’Associazione Tsan, che, oltre a garantire un regolare svolgimento delle gare, conferisce allo sport il necessario carattere di uniformità attraverso l’applicazione del Regolamento.

## Campionati
Questo sport di squadra viene oggi praticato in due periodi distinti dell’anno, il Campionato Primaverile è il più importante, si svolge da marzo a inizio giugno e assegna il titolo di campione valdostano, mentre a settembre e ottobre si svolge il Trofeo Autunnale. Attualmente è praticato da un totale di circa 800 tesserati ogni anno, dei quali circa 200 appartengono alla categoria Juniores (under 16). A partire dal 2011 è stata istituita la categoria femminile che in media vede la partecipazione di 100 giocatrici. I campionati si organizzano in categorie che a seconda del numero di squadre iscritte sono suddivise in serie A, B e C, Femminile e Juniores.
Tutti gli anni il 25 di aprile o il 01 di maggio si svolge il Trofeo delle Età, dove squadre di 5 giocatori di diverse fasce d'età e appartenenti alla stessa sezione si sfidano in un torneo all'italiana. 

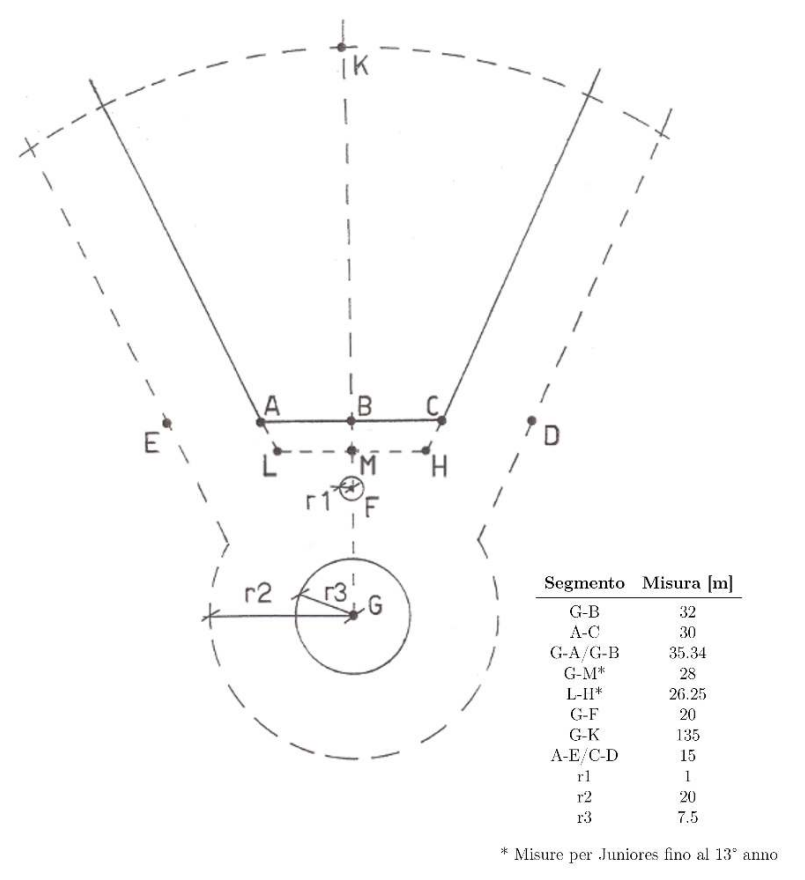
Campo da gioco dello tsan, forma e dimensioni

## LaFédérachòn Esports de Nohtra Téra(FENT)

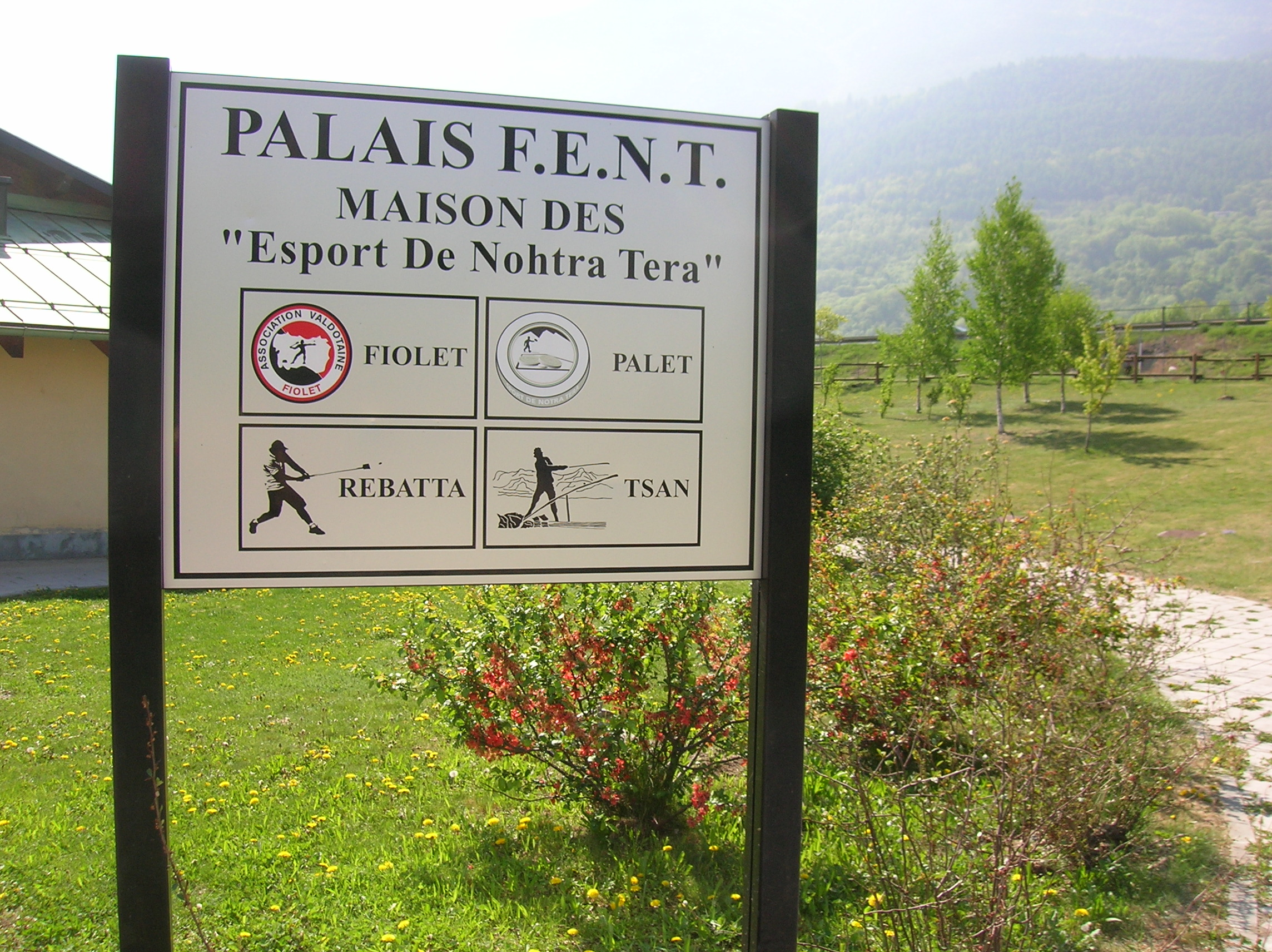
Cartello presso il Palais F.E.N.T. (Fédérachon Esports de Nohtra Téra) sugli sport tradizionali, in località Les Îles, Brissogne.

### Sede
Palais F.E.N.T.

Località Les Îles,

11020 Brissogne (AO)

### Sezioni
Le sezioni delle squadre di tsan valdostane si trovano nei comuni di:
Ayas, Brisma (Brissogne e Saint-Marcel), Brusson, Challand-Saint-Anselme, Challand-Saint-Victor, Chambave, Châtillon, Emarèse, Fénis, Montjovet, Nus, Pollein, Quart, Saint-Christophe, Saint-Vincent, Valtournenche, Verrayes. 

### Sullo tsan
- Bruno Salvadori, Le tsan: sport populaire valdôtain, Aosta: Musumeci, 1971.
- Pierre Daudry (a cura di), Joà di Tsan: estatut e relyemen, a cura dell'Asosiaxon valdohtena tsan, Verrès: Gérandin, 1979.
- Riccardo Savoye, Le jeu du tsan: passé, présent et futur, Saint-Christophe: Duc, 2006.
- Pierre Daudry, Le jeu du tsan: sport populaire valdôtain, Aoste: Musumeci, 1975.
- Association valdôtaine Tzan, Statut et règlement, Aoste: Imprimerie valdôtaine, 1950.
- Gianni Torrione (a cura di), Lo tzan: sport valdostano, Aosta: ITLA, 1959.
- Amedeo Bologna, Joà: raccontare i giochi ad arte. Fiolet, palet, rebatta, tsan, Aosta: TraRari tipi, 2009.

### Sugli sport tradizionali valdostani
- Pierre Daudry (a cura di), Documenti di sport popolare, Montalto Dora, Tipografia Giannotti, 1981.
- Viviana Rosi, Francesca Schiavon, Stefano Cavazza, Fabrizio Viérin (a cura di), Joà. Giochi tradizionali in Valle d'Aosta, Quart: Musumeci, 2003. ISBN 8870326985
- Ezio Chapellu, Lo Carnet. Conte e imadze de tsan, fiolet, rebatta e palet, Quart: Musumeci, 1996.
- Federaxon esport nohtra tera (a cura di), Relazione sul problema dei campi di gioco e indicazioni per la loro realizzazione, 198?.